# Arrow (serial)
Arrow este un serial de televiziune american creat în genurile acțiune, aventură, dramă supranaturală cu supereroi. Serialul este creat de Greg Berlanti, Marc Guggenheim și Andrew Kreisberg. Se bazează pe personajul fictiv Green Arrow, un luptător mascat care luptă împotriva infractorilor, și care apare în cărțile de benzi desenate publicate de DC Comics. A avut premiera în America de Nord la The CW Television Network în data de 10 octombrie 2012, transmiterea internațională fiind programată la sfârșitul aceluiași ani. Serialul prezintă aventurile miliardarului playboy Oliver Queen, interpretat de Stephen Amell, care, după ce naufragiază cinci an pe o insulă necunoscută, se reîntoarce acasă pentru a lupta cu infracțiunea și corupția ca un justițiar secret, a cărui armă este un arc cu săgeți. În Arrow vor apărea, de asemenea, și alte personaje DC Comics. Pentru a ajuta la promovarea acestui serial, a fost lansată și o carte de benzi desenate.